# Przechowywanie wodoru
Przechowywanie wodoru – dział techniki poświęcony metodom przechowywania wodoru, głównie jako paliwa o bardzo wysokiej wartości energetycznej. Przechowywanie wodoru jest przedmiotem licznych badań, zarówno cywilnych jak i wojskowych, ośrodków naukowych, szczególnie w kontekście zwiększonego zainteresowania bezpieczeństwem energetycznym i polityką ochrony środowiska naturalnego przed szkodliwymi skutkami użytkowania paliw kopalnych. Atrakcyjność wodoru jako źródła energii wynika z tego, że można go stosunkowo łatwo pozyskiwać z gazu ziemnego oraz wody, która jest też jedynym produktem jego spalania lub utleniania tlenem.
Wodór jest wytwarzany na skalę przemysłową w kilku procesach, z których najbardziej korzystnym ekonomicznie jest wytwarzanie wodoru z gazu ziemnego i gazów towarzyszących ropie naftowej (reforming parowy). Wodór jest również wytwarzany na drodze elektrolizy wody, co pozwala na uzyskanie wodoru o dużej czystości (około 99,9%).
Skroplony wodór od lat 40. XX wieku stosuje się w silnikach rakietowych, które wykorzystują energię odrzutu gazów powstającą przy spalaniu paliwa zmieszanego z utleniaczem (ciekłym tlenem). Wodór może być również spalany w klasycznym silniku tłokowym. Szerokie zastosowanie znajdują ogniwa paliwowe zasilane wodorem, służące jako źródło energii elektrycznej zarówno dla urządzeń elektronicznych, jak i pojazdów mechanicznych., Wodór może zatem być traktowany jako bezpośrednie źródło energii lub jako, alternatywny dla ogniw galwanicznych, sposób magazynowania energii uzyskanej z innych źródeł (na przykład energii wiatru).
Wodór w normalnych warunkach jest gazem, więc jego objętościowa gęstość energii jest niewielka w porównaniu do ciekłych paliw kopalnych. Oznacza to, że dla dostarczenia jednakowej ilości energii potrzebna jest o wiele większa objętość wodoru (a zatem zbiornik o większej objętości) niż w przypadku paliw płynnych, na przykład benzyny. Stosowane są różnorodne metody przechowywania wodoru w postaci gazowej i ciekłej. Najnowsze podejście do tego zagadnienia zakłada przechowywanie wodoru związanego na drodze chemisorpcji lub fizysorpcji (lub obydwu jednocześnie) w materiałach stałych. Przechowywanie wodoru w materiałach stałych jest najbardziej korzystne zarówno ze względu na bezpieczeństwo użycia wodoru, jak i ze względów energetycznych (znacznie zwiększona gęstość objętościowa energii).

## Technologie przechowywania wodoru

### Wodór w stanie gazowym
Najdłużej stosowaną metodą jest przechowywanie wodoru w gazowym stanie skupienia. Gazowy wodór może zostać sprężony do wysokiego ciśnienia, w celu podwyższenia jego gęstości energii. Podwajając ciśnienie w zbiorniku z grubsza biorąc podwaja się ilość zgromadzonej w nim energii. Obecnie przechowywanie pod ciśnieniem 200-350 barów jest technicznie możliwe. Jednakże, gęstość objętościowa pozostaje wciąż około 10 razy niższa niż w przypadku benzyny. W przypadku zastosowań komunikacyjnych to znacznie ogranicza zakres działania. Wyjątkiem są autobusy miejskie, które mogą często tankować. Prowadzone są prace nad zastosowaniem lekkich materiałów kompozytowych, które mogą znacznie obniżyć wagę i objętość zbiorników na wodór gazowy. Rozwijana jest również technologia zbiorników krio-ciśnieniowych, w których przechowywany jest sprężony wodór w obniżonej temperaturze (od około -120 do -196 °C). Kilku producentów samochodowych stosuje ciśnieniowy zbiornik wodoru w swoich samochodach. 700-barowy system został zbudowany we współpracy General Motors z Quantum Fuel Systems Technology Worldwide, Inc.

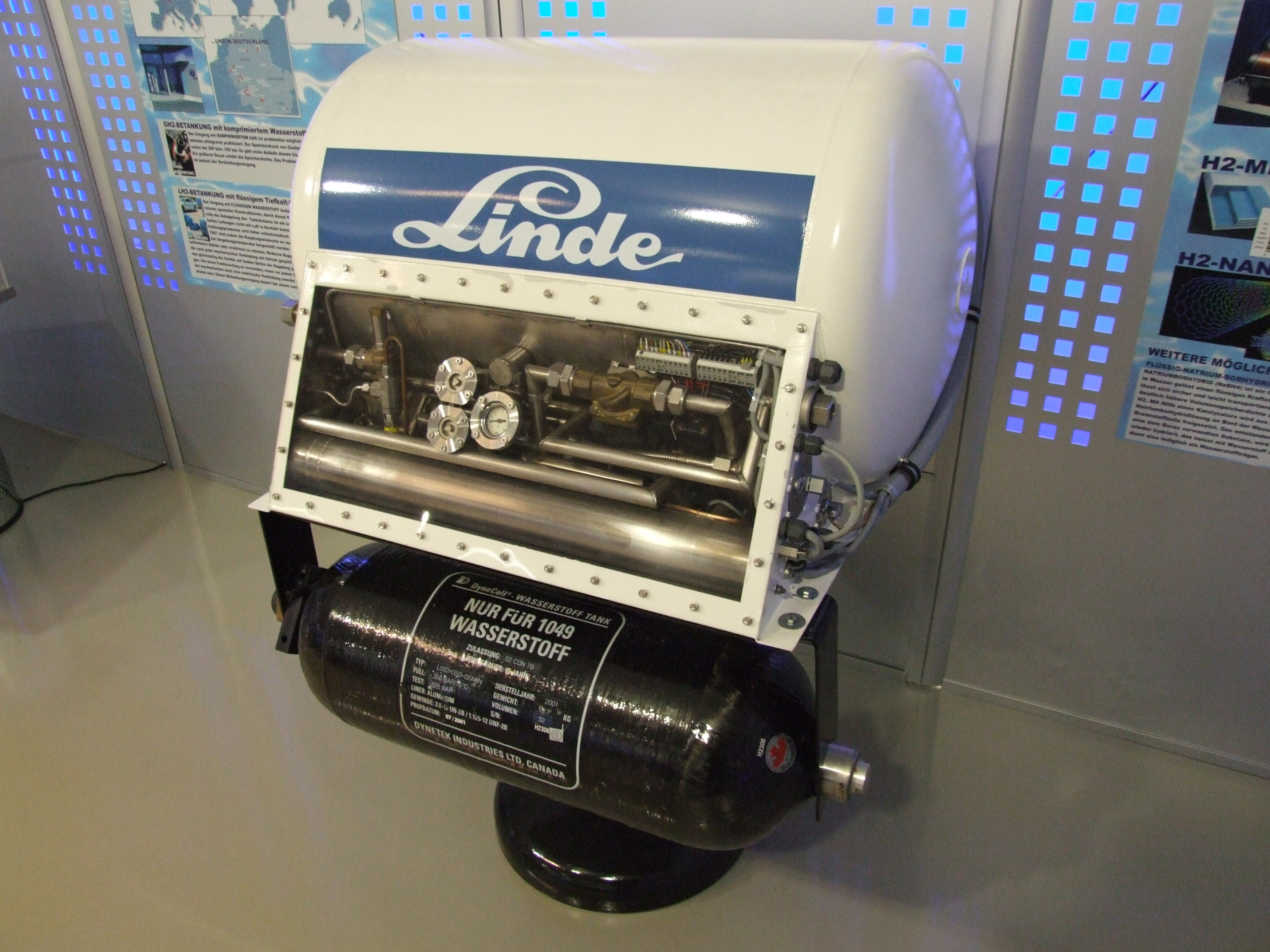
Porównanie zbiornika na wodór ciekły i gazowy (na dole), sprężony pod ciśnieniem 350 barów

### Wodór w stanie ciekłym
Ciekły wodór  musi być przechowywany poniżej -240,18 °C (temperatura krytyczna wodoru), zazwyczaj jest to około -250 °C. Gęstość energii jest znacznie wyższa niż w przypadku wodoru sprężonego, skroplenie i utrzymanie wodoru w stanie ciekłym jest bardzo energochłonne. Pomimo tego, że skomplikowanie układu czyni go bardziej odpowiednim do dużych ilości, producenci samochodowi, jak BMW i General Motors prowadzą badania nad samochodami wyposażonymi w zbiornik z ciekłym wodorem oraz wodorowy silnik spalinowy lub ogniwo paliwowe. Duża część badań nad skraplaniem wodoru została przeprowadzona przy projektach kosmicznych, gdzie wodór jest wykorzystywany jako paliwo do napędu rakiet.